# Josef Vlach-Vrutický
Josef Vlach-Vrutický (24. ledna 1897 Benátecká Vrutice u Milovic – 18. září 1977 Ústí nad Labem) byl český hudební skladatel, sbormistr, dirigent a hudební pedagog, autor básní, esejí, libret.

## Život
Po studiích skladby a hudební pedagogiky na Pražské konzervatoři byl přijat na mistrovskou školu kompozice do třídy Josefa Bohuslava Foerstera. Absolvoval v roce 1924 a působil jako učitel hudební výchovy a sbormistr.
Roku 1926 odešel do Srbska. Byl sbormistrem a učitelem hudby v Sremské Mitrovici a poté mu bylo nabídnuto místo šéfa filharmonie v Dubrovníku, které zastával vedle dalších významných funkcí téměř dvacet let. Po roce 1946 se vrátil zpět do tehdejšího Československa, kde se vedle pedagogické činnosti věnoval hlavně kompozici. Byl učitelem na hudební škole v Praze, šéfem orchestru v Mariánských Lázních, recenschorim a varhaníkem v Bohosudově a ředitelem hudební školy v Mostě a v Roudnici n. L. V letech 1958-1962 učil církevní zpěv na Cyrilometodějské bohoslovecké fakultě v Litoměřicích.
Byl rovněž činný jako spisovatel. Publikoval básně, divadelní hry, eseje a psal i operní libreta.

## Dílo
Skladatelsky vyšel z díla svého učitele Josefa Bohuslava Foerstera. Slohově tíhl k novoromantismu a impresionismu. Je pro něj charakteristický mohutný zvuk orchestru a sborů. Mnoho jeho děl zůstalo v rukopise a nebylo provedeno.

### Jevištní díla
- Rychtář z Kozlovic (komická opera na vlastní libreto, 1930)
- Arja (romantický balet, 1941)
- Král Míru op. 100 (celovečerní oratorium na biblický text, 1952)

### Orchestrální skladby
- Symfonický prolog k tragédii op. 15 (1925)
- Symphonie poétique op. 19 (1930)
- 12 lidových tanců (1937–1938)
- Svatý Václave (symfonické preludium a fuga, 1939)
- 4 Slovanské rapsódie
- Suita giocosa
- Koncertní ouvertura
- Symfonický triptych op. 128
- Meditazione pro violu a orchestr op. 135

### Komorní skladby
- 6 smyčcových kvartet
- Sonáta pro violu a klavír op. 136
- řada skladeb pro sólový klavír resp. varhany

Napsal rovněž více než 30 sborových skladeb, z toho nejméně 8 kantát na světská i náboženská témata. Z jeho písní vyšly tiskem mimo jiné Biblické písně op. 1.

### Literární dílo
- Filosofie umění. Cyklus populárně-vědeckých přednášek a rozprav o novém evropském umění, literatuře, hudbě a výtvarnictví, psychologii, etice a moderní kultuře umělecké, tvorbě a díle. Alois Holub 1926
- Moderní směry psychofysiologické v hudební výchově a metodách vyučovacích. Za hudebním vzděláním III-1927/28